# First Recordings 1973
First Recordings 1973 est un album de John Zorn sorti sur le label Tzadik en 1995. Il rend compte des premières compositions du jeune John Zorn (il a 20 ans en 1973).

## Titres
|       | Mikhail Zoetrope (1974)                      |       |
| 1.    | Act I                                        | 22:13 |
| 2.    | Act II                                       | 13:13 |
| 3.    | Act III                                      | 11:00 |
|       | Conquest Of Mexico (1973)                    |       |
| 4.    | Part 1 - Warning Signs                       | 7:45  |
| 5.    | Part 2 - Confession                          | 3:39  |
| 6.    | Part 3 - Convulsions/Abdication              | 3:56  |
|       | -                                            |       |
| 7.    | Wind Ko/La (1973)                            | 3:04  |
| 8.    | Automata Of Al-Jazari (1974)                 | 1:16  |
| 9.    | Variations On A Theme By Albert Ayler (1973) | 11:04 |
| 77:10 |                                              |       |

## Personnel
- John Zorn - tous les instruments et sons